# مايك وودز
مايك وودز (بالإنجليزية: Mike Woods)‏ هو لاعب كرة قدم أمريكية أمريكي، ولد في 1 نوفمبر 1954 في كليفلاند في الولايات المتحدة، وتوفي في 29 مايو 2009 في ريتشموند هايتس في الولايات المتحدة.

## وصلات خارجية
- مايك وودز على موقع مرجع كرة القدم المحترفة.كوم (الإنجليزية)
- مايك وودز على موقع JustSportsStats.com (الإنجليزية)